# William J. White

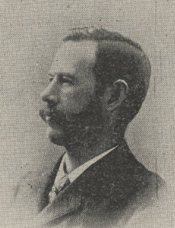
William J. White (1893)

William John White (* 7. Oktober 1850 in der Nähe des Rice Lake, Kanada; † 16. Februar 1923 in Cleveland, Ohio) war ein US-amerikanischer Politiker der Republikanischen Partei. Vom 4. März 1893 bis 3. März 1895 war er Mitglied des Repräsentantenhauses der Vereinigten Staaten für den 20. Kongressdistrikt des Bundesstaates Ohio.

## Leben
In der Nähe des Rice Lakes in Kanada wurde White 1850 geboren. Im Alter von 7 Jahren zog er mit seinen Eltern in die Vereinigten Staaten. Sie ließen sich in Cleveland nieder. In Cleveland ging er zur Schule. 1869 begann er als Süßwarenhersteller sich eine eigene Existenz aufzubauen. Später produzierte seine Firma W.J. White Chicle Co. Kaugummi. 1889 war er Bürgermeister von West Cleveland, heute zu Cleveland gehörig.
Bei den Kongresswahlen 1892 trat White als Kandidat der Republikanischen Partei im 20. Wahlbezirk von Ohio an. Er konnte die Wahl für sich entscheiden und zog ins US-Repräsentantenhaus nach Washington, D.C. ein, wo er für seinen Wahlbezirk eine Legislaturperiode saß. Er beschloss, sich nicht mehr zur Wahl zu stellen. Er zog sich wieder in seine Firma zurück. Im Februar 1923 starb White in seiner Heimatstadt. Er wurde auf dem Lake View Cemetery begraben.